# 長江實業集團
長江實業集團有限公司，簡稱長江實業集團，以及長實集團（英語：CK Asset Holdings Limited，港交所：1113），前稱長江實業地產有限公司（簡稱長地），在2015年1月2日，於開曼群島註冊公司，總部位於香港，透過整合原有長江實業（集團）有限公司和和記黃埔有限公司旗下房地產及酒店相關資產後，經營香港和全球房地產發展、投資、管理酒店和以信託方式業務。
公司董事局主席兼董事總經理為李澤鉅，副董事總經理分別為甘慶林和葉德銓。2015年6月3日，原有和記黃埔（或和黃）股份撤銷港交所上市後，長實地產以介紹形式上市，業務以經整合後之長江和記實業房地產業務為主，但是跟長和實業沒有直接關係。

## 歷史
2017年7月14日長江實業地產晚上宣佈，為貫徹長實地產名稱與長江集團其他上市公司名稱「CK」之一致性，建議將長實地產英文名稱更改為「CK Asset Holdings Limited」（原名為「Cheung Kong Property Holdings Limited」），以及將長實地產中文名稱更改為「長江實業集團有限公司」（原名為「長江實業地產有限公司」），突顯公司放眼全球投資機遇，除原有地產業務，積極發展固定收入業務如基建投資、地產投資物業及飛機租賃。
2018年6月14日長實以10億英鎊（104億港元）向英國最大房地產信託英國置地及新加坡政府投資公司收購位於英國倫敦市利物浦街車站及地鐵站毗鄰的甲級寫字樓5 Broadgate，建築面積約120萬平方呎，物業自2015年落成後，由投資銀行瑞銀承租作為英國總部，租約至2035年。
2019年8月19日長實以46億英鎊，包括支付27億英鎊（相當於約252億港元）現金和承擔19億英鎊債務，全購英國釀酒廠及英式酒館營運商Greene King全部已發行股本及將發行股本，Greene King是英國具領導地位的釀酒廠、啤酒品牌與銷售點、以及餐廳營運商，旗下銷售點與餐廳超過2700家，總面積共7000萬平方呎，其中1687家英式酒館、餐廳及酒店由Greene King經營，而81%的物業均具有永久業權或作長期租賃，截至2019年4月28日止52周财務期間的收入為22.17億英鎊（相當于約210.61億港元）除稅前純利為1.73億英鎊（相當于約16.42億港元）、除稅後純利為1.20億英鎊（相當于約11.44億港元），其資産淨值為21.08億英鎊（相當于約200.25億港元）。
2021年3月，長江實業集團斥資170億港元向李嘉誠基金會購入4個基建項目權益，長江實業集團會向李嘉誠基金會發行3.33億股，每股作價51港元。長江實業集團亦會向公眾股東回購3.33億股，每股作價51港元。交易完成後，大股東李嘉誠家族在長江實業集團的持股比例由35.99%增至介乎41.29%到45.02%。今次收購的基建項目權益包括UK Power Networks的20%股權、Northumbrian Water的20%股權、Wales & West Utilities的10%股權及Dutch Enviro Energy的10%股權。長江實業集團將會持有UK Power Networks的20%股權、Northumbrian Water的36%股權、Wales & West Utilities的22%股權及Dutch Enviro Energy的24%股權。
2021年12月，長江實業集團向凱雷集團出售飛機租賃公司AMCK Aviation。

## 其他附屬公司（包括上市公司）
- 長江實業地產發展有限公司
- 港基物業管理有限公司
- 高衛物業管理有限公司
- 海逸酒店管理有限公司
- 和記地產集團有限公司
- Accipiter Holdings Designated Activity Company

## 相關事件
在2016年中期業績宣佈中表示，長實地產計劃開拓其他新業務範疇，以減少地產發展週期影響。

## 圖集

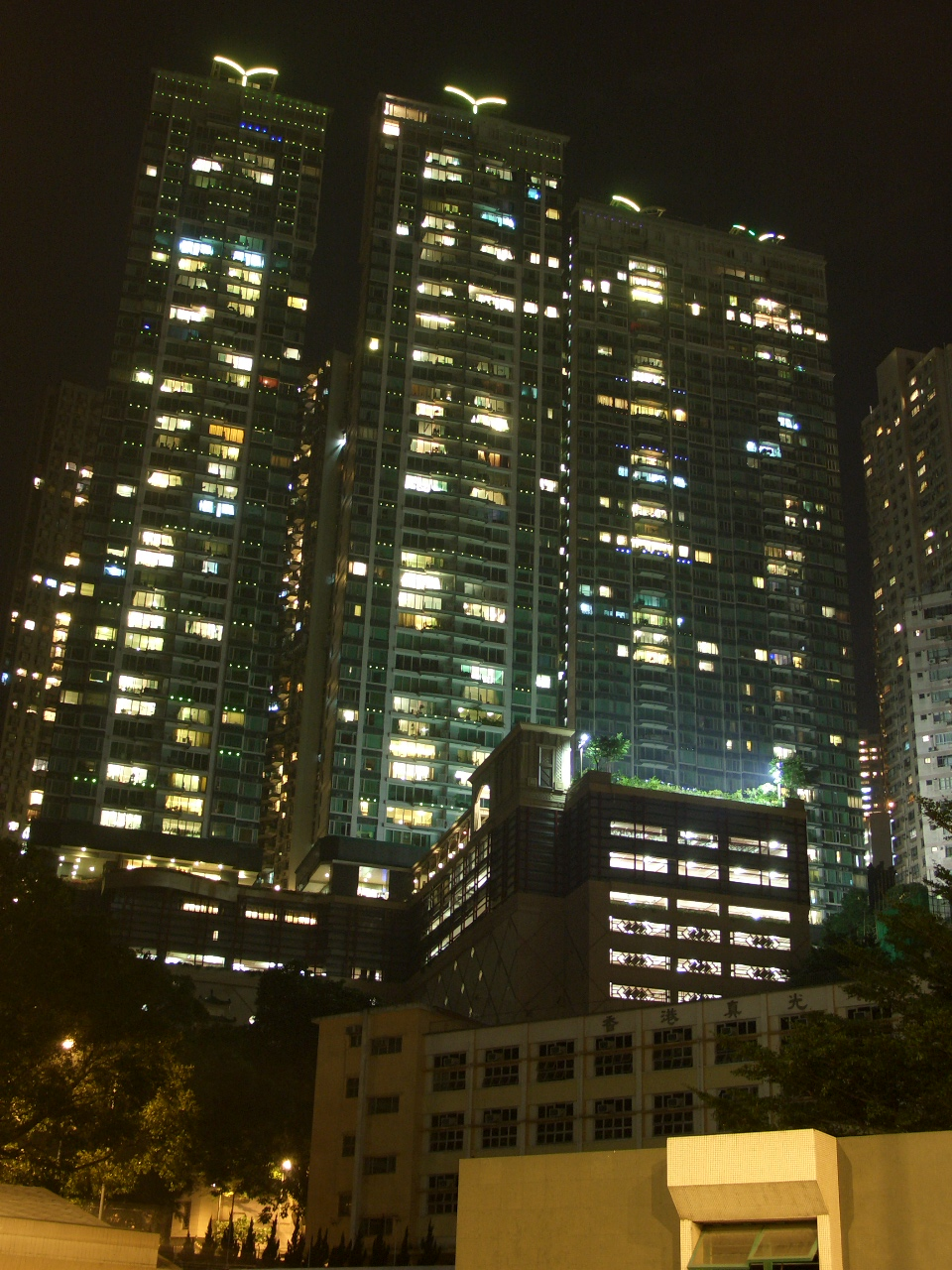
渣甸山名門
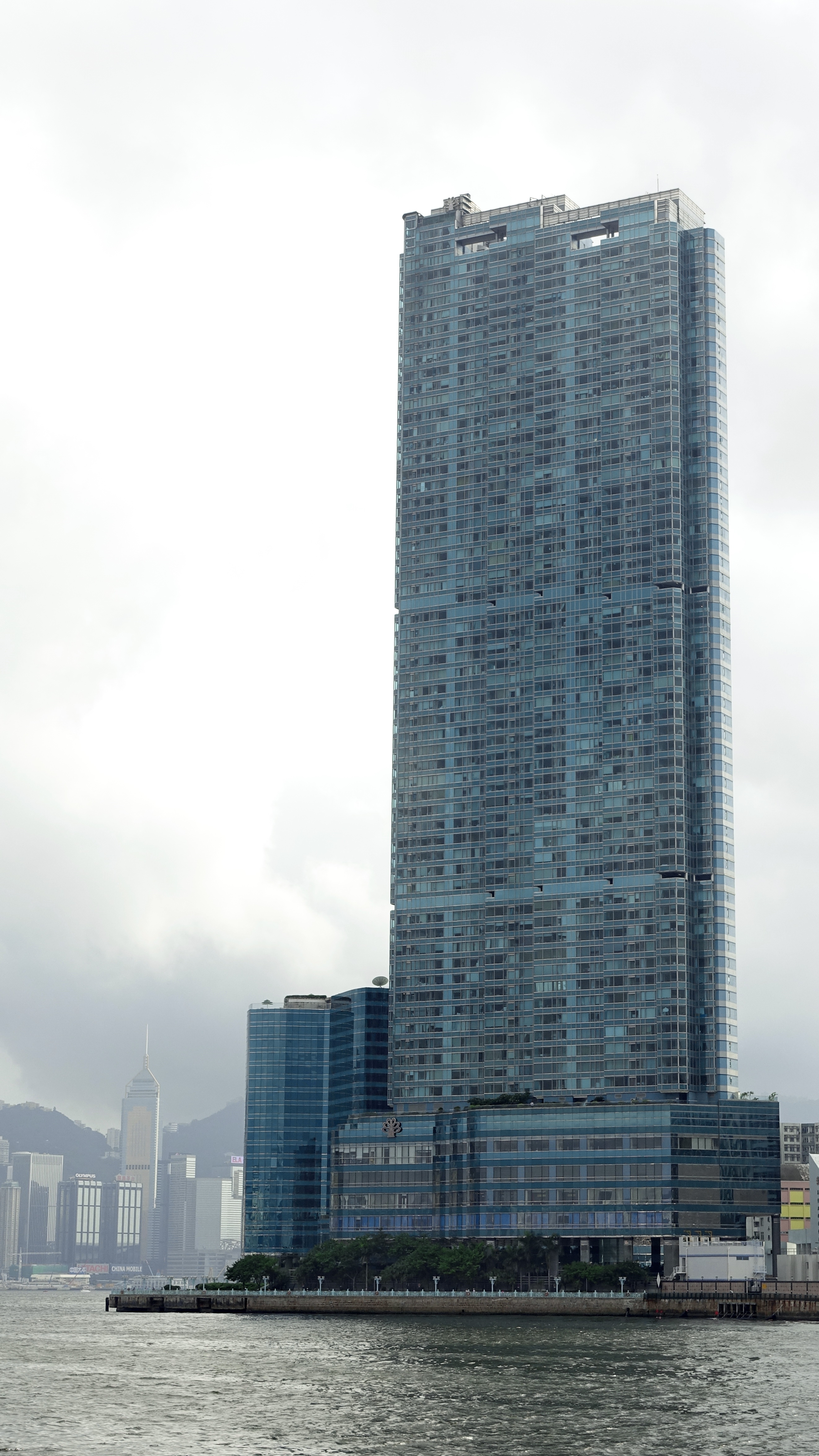
海名軒

## 外部連結
- ckah.com （页面存档备份，存于）